# High Level Airport

i7
i11
i13
High Level Airport (IATA-Code: YOJ; ICAO-Code: CYOJ) ist ein Regionalflughafen in der kanadischen Provinz Alberta. Er liegt in der Zeitzone UTC-7 (DST-6), etwa 10 km nordnordwestlich des Ortes High Level.

## Flughafeneinrichtung
Der Flughafen verfügt über ein PAPI auf Runway 13/31 sowie eine Flugplatzbeleuchtung MIRLS. VOR- und NDB-Anflüge sind möglich. Der Flugbetrieb ist rund um die Uhr ganzjährig möglich. Der vollständige Name des Flugplatzes lautet High Level Footner Lake. Am Flughafen ist AVGAS JET Flugbenzin erhältlich.

## Flugverbindungen
Am Flughafen sind verschiedene Charterfluggesellschaften stationiert. Es gibt drei regelmäßige Flugverbindungen nach Edmonton, Calgary und Grande Prairie. Central Mountain Air fliegt von hier nach Edmonton.